# Prima Categoria 1969-1970
Nella stagione 1969-1970 la Prima Categoria era il 5º livello del calcio italiano. Il campionato è strutturato su vari gironi all'italiana su base regionale.
Nella stagione 1969-1970 solo in Piemonte, Lombardia, Liguria, Friuli-Venezia Giulia, Toscana, Marche, Lazio, Campania e Sardegna fu giocato  il campionato di Promozione. Nelle altre regioni, come massima competizione locale, nella stessa stagione fu giocato il campionato di Prima Categoria. In Sardegna si giocò sia il campionato di Promozione che quello di Prima Categoria, con quest'ultima suddivisa in due gironi, Nord e Sud.

## Campionati
Prima Categoria
- Prima Categoria Abruzzo 1969-1970
- Prima Categoria Basilicata 1969-1970
- Prima Categoria Calabria 1969-1970
- Prima Categoria Emilia-Romagna 1969-1970
- Prima Categoria Friuli-Venezia Giulia 1969-1970
- Prima Categoria Puglia 1969-1970
- Prima Categoria Sardegna 1969-1970
- Prima Categoria Sicilia 1969-1970
- Prima Categoria Trentino-Alto Adige 1969-1970
- Prima Categoria Umbria 1969-1970
- Prima Categoria Veneto 1969-1970

Promozione
- Promozione Campania 1969-1970
- Promozione Friuli-Venezia Giulia 1969-1970
- Promozione Lazio 1969-1970
- Promozione Liguria 1969-1970
- Promozione Lombardia 1969-1970
- Promozione Marche 1969-1970
- Promozione Piemonte-Valle d'Aosta 1969-1970
- Promozione Sardegna 1969-1970
- Promozione Toscana 1969-1970

## Veneto

### Girone A

#### Squadre partecipanti
| Squadra                    | Città (provincia)          | Stagione precedente |
| -------------------------- | -------------------------- | ------------------- |
| U.S. Ardisce & Spera 1924  | Arsego (PD)                |                     |
| A.C. Arzignano             | Arzignano (VI)             |                     |
| U.S. Audace                | San Michele Extra (VR)     |                     |
| A.C. Cardi Chievo          | Verona                     |                     |
| U.S. Cerea                 | Cerea (VR)                 |                     |
| A.C. Cologna               | Cologna Veneta (VR)        |                     |
| A.C. Cornedo               | Cornedo Vicentino (VI)     |                     |
| A.C. Legnago               | Legnago (VR)               |                     |
| A.C. Malcesine             | Malcesine (VR)             |                     |
| A.S. Minerbe               | Minerbe (VR)               |                     |
| U.C. Montecchio Maggiore   | Montecchio Maggiore (VI)   |                     |
| A.C. Pescantina            | Pescantina (VR)            |                     |
| A.C. Sambonifacese         | San Bonifacio (VR)         |                     |
| A.S. San Giovanni Lupatoto | San Giovanni Lupatoto (VR) |                     |
| A.C. Villafranca Veronese  | Villafranca di Verona (VR) |                     |
| A.C. Zanè                  | Zanè (VI)                  |                     |

#### Classifica finale
|  | Pos. | Squadra               | Pt | G  | V  | N  | P  | GF | GS | DR  |
|  | ---- | --------------------- | -- | -- | -- | -- | -- | -- | -- | --- |
|  | 1.   | Audace SME            | 49 | 30 | 20 | 9  | 1  | 57 | 13 | +44 |
|  | 2.   | Legnago               | 43 | 30 | 16 | 11 | 3  | 48 | 13 | +35 |
|  | 3.   | Villafranca Veronese  | 39 | 30 | 15 | 9  | 6  | 36 | 26 | +10 |
|  | 4.   | Cerea                 | 39 | 30 | 14 | 11 | 5  | 47 | 28 | +19 |
|  | 5.   | Arzignano             | 37 | 30 | 12 | 13 | 5  | 36 | 21 | +15 |
|  | 6.   | Sambonifacese         | 35 | 30 | 12 | 11 | 7  | 46 | 32 | +14 |
|  | 7.   | Ardisce & Spera 1924  | 32 | 30 | 12 | 8  | 10 | 37 | 33 | +4  |
|  | 8.   | Cardi Chievo          | 29 | 30 | 8  | 13 | 9  | 42 | 44 | -2  |
|  | 9.   | Pescantina            | 28 | 30 | 9  | 10 | 11 | 35 | 42 | -7  |
|  | 10.  | Zanè                  | 28 | 30 | 10 | 8  | 12 | 27 | 32 | -5  |
|  | 11.  | Montecchio            | 25 | 30 | 9  | 7  | 14 | 26 | 33 | -7  |
|  | 12.  | Minerbe               | 24 | 30 | 8  | 8  | 14 | 40 | 57 | -17 |
|  | 13.  | Cornedo               | 24 | 30 | 7  | 10 | 13 | 33 | 40 | -7  |
|  | 14.  | Cologna Veneta        | 20 | 30 | 3  | 14 | 13 | 25 | 53 | -28 |
|  | 15.  | San Giovanni Lupatoto | 19 | 30 | 4  | 11 | 15 | 25 | 44 | -19 |
|  | 16.  | Malcesine             | 9  | 30 | 1  | 7  | 22 | 18 | 60 | -42 |

Legenda:
      Ammesso agli spareggi promozione.
      Retrocesso in Seconda Categoria 1970-1971.
Regolamento:
Due punti a vittoria, uno a pareggio, zero a sconfitta.
Pari merito in caso di pari punti.
Differenza reti in caso di pari merito in zona retrocessione per decidere la squadra retrocedenda.
Note:
Discrepanza di tre reti fra le reti totali fatte e le subite (578/581)
- Le classificate dal 2º al 7º posto sono ammesse al nuovo campionato di Promozione. In seguito Arzignano ed Ardisci e Spera rinunciano.
- Cardi Chievo, Minerbe e Cornedo sono ammesse in Promozione.

### Girone B

#### Squadre partecipanti
| Squadra              | Città (provincia)       | Stagione precedente |
| -------------------- | ----------------------- | ------------------- |
| U.S. Azzurra         | Sandrigo (VI)           |                     |
| A.C. Bassano Virtus  | Bassano del Grappa (VI) |                     |
| A.S. Breganze        | Breganze (VI)           |                     |
| U.S. Calvi Noale     | Noale (VE)              |                     |
| A.C. Camponogarese   | Camponogara (VE)        |                     |
| U.S. Cittadellese    | Cittadella (PD)         |                     |
| F.C. Dolo            | Dolo (VE)               |                     |
| A.C. Fiesso d’Artico | Fiesso d'Artico (VE)    |                     |
| U.S. Marosticense    | Marostica (VI)          |                     |
| G.S. Mira            | Mira (VE)               |                     |
| U.S. Miranese        | Mirano (VE)             |                     |
| A.C. Nettuno         | Lido di Venezia         |                     |
| A.C. Olimpia         | Cittadella (PD)         |                     |
| A.C. Pro Mogliano    | Mogliano Veneto (TV)    |                     |
| A.C. Rosà            | Rosà (VI)               |                     |
| U.S. Sile Lucatello  | Quarto d'Altino (VE)    |                     |

#### Classifica finale
|  | Pos. | Squadra            | Pt | G  | V  | N  | P  | GF | GS | DR  |
|  | ---- | ------------------ | -- | -- | -- | -- | -- | -- | -- | --- |
|  | 1.   | Bassano Virtus     | 44 | 30 | 16 | 12 | 2  | 43 | 13 | +30 |
|  | 2.   | Fiesso d'Artico    | 42 | 30 | 15 | 12 | 3  | 49 | 23 | +26 |
|  | 3.   | Dolo               | 39 | 30 | 13 | 13 | 4  | 30 | 12 | +18 |
|  | 4.   | Pro Mogliano       | 38 | 30 | 14 | 10 | 6  | 44 | 19 | +25 |
|  | 5.   | Olimpia Cittadella | 38 | 30 | 12 | 14 | 4  | 28 | 16 | +12 |
|  | 6.   | Mira               | 38 | 30 | 14 | 10 | 6  | 36 | 16 | +20 |
|  | 7.   | Calvi Noale        | 35 | 30 | 12 | 11 | 7  | 29 | 19 | +10 |
|  | 8.   | Breganze           | 32 | 30 | 9  | 14 | 7  | 26 | 31 | -5  |
|  | 9.   | Cittadellese       | 31 | 30 | 10 | 11 | 9  | 44 | 45 | -1  |
|  | 10.  | Sile Lucatello     | 31 | 30 | 10 | 11 | 9  | 24 | 22 | +2  |
|  | 11.  | Miranese           | 26 | 30 | 6  | 14 | 10 | 30 | 36 | -6  |
|  | 12.  | Azzurra Sandrigo   | 21 | 30 | 3  | 15 | 12 | 22 | 48 | -26 |
|  | 13.  | Marosticense       | 20 | 30 | 5  | 10 | 15 | 25 | 43 | -18 |
|  | 14.  | Nettuno            | 16 | 30 | 4  | 8  | 18 | 26 | 47 | -21 |
|  | 15.  | Camponogarese      | 16 | 30 | 3  | 10 | 17 | 17 | 48 | -31 |
|  | 16.  | Rosà               | 13 | 30 | 3  | 7  | 20 | 19 | 55 | -36 |

Legenda:
      Ammesso agli spareggi promozione.
  Retrocesso e in seguito riammesso.
      Retrocesso in Seconda Categoria 1970-1971.
Regolamento:
Due punti a vittoria, uno a pareggio, zero a sconfitta.
Pari merito in caso di pari punti.
Differenza reti in caso di pari merito in zona retrocessione per decidere la squadra retrocedenda.
- Dal 2° al 7° classificate sono ammesse al nuovo campionato di Promozione.

### Girone C

#### Squadre partecipanti
| Squadra                     | Città (provincia)         | Stagione precedente |
| --------------------------- | ------------------------- | ------------------- |
| A.C. Abano                  | Abano Terme (PD)          |                     |
| U.S. Adriese                | Adria (RO)                |                     |
| A.S. Arianese               | Ariano nel Polesine (RO)  |                     |
| A.C. Badia                  | Badia Polesine (RO)       |                     |
| A.C. Cavarzere              | Cavarzere (VE)            |                     |
| U.S. Conselve               | Conselve (PD)             |                     |
| A.C. Contarina              | Contarina (RO)            |                     |
| A.C. Este                   | Este (PD)                 |                     |
| G.S. Galileo A.C. Battaglia | Battaglia Terme (PD)      |                     |
| U.S. Lendinarese            | Lendinara (RO)            |                     |
| S.P. Monselice              | Monselice (PD)            |                     |
| G.S. Montegrotto            | Montegrotto Terme (PD)    |                     |
| U.S. Petrarca               | Padova                    |                     |
| U.S. Rosolina               | Rosolina (RO)             |                     |
| U.S. Tagliolese             | Taglio di Po (RO)         |                     |
| S.S. Villanovese            | Villanova del Ghebbo (RO) |                     |

#### Classifica finale
|  | Pos. | Squadra           | Pt | G  | V  | N  | P  | GF | GS | DR  |
|  | ---- | ----------------- | -- | -- | -- | -- | -- | -- | -- | --- |
|  | 1.   | Adriese           | 46 | 30 | 19 | 8  | 3  | 42 | 15 | +27 |
|  | 2.   | Monselice         | 39 | 30 | 15 | 9  | 6  | 48 | 25 | +23 |
|  | 3.   | Abano             | 38 | 30 | 13 | 12 | 5  | 37 | 22 | +15 |
|  | 4.   | Arianese          | 37 | 30 | 14 | 9  | 7  | 49 | 30 | +19 |
|  | 5.   | Contarina         | 36 | 30 | 13 | 10 | 7  | 27 | 22 | +5  |
|  | 6.   | Rosolina          | 35 | 30 | 9  | 17 | 4  | 37 | 26 | +11 |
|  | 7.   | Montegrotto       | 35 | 30 | 9  | 17 | 4  | 24 | 14 | +10 |
|  | 8.   | Tagliolese        | 31 | 30 | 9  | 13 | 8  | 27 | 22 | +5  |
|  | 9.   | Villanovese       | 30 | 30 | 9  | 12 | 9  | 36 | 31 | +5  |
|  | 10.  | Petrarca          | 29 | 30 | 9  | 11 | 10 | 34 | 34 | 0   |
|  | 11.  | Badia Polesine    | 29 | 30 | 8  | 13 | 9  | 24 | 28 | -4  |
|  | 12.  | Este              | 26 | 30 | 8  | 10 | 12 | 27 | 36 | -9  |
|  | 13.  | Cavarzere         | 23 | 30 | 5  | 13 | 12 | 24 | 41 | -17 |
|  | 14.  | Lendinarese       | 21 | 30 | 6  | 9  | 15 | 23 | 48 | -25 |
|  | 15.  | Galileo Battaglia | 20 | 30 | 4  | 12 | 14 | 14 | 29 | -15 |
|  | 16.  | Conselve          | 5  | 30 | 1  | 3  | 26 | 16 | 66 | -50 |

Legenda:
      Ammesso agli spareggi promozione.
      Retrocesso in Seconda Categoria 1970-1971.
Regolamento:
Due punti a vittoria, uno a pareggio, zero a sconfitta.
Pari merito in caso di pari punti.
Differenza reti in caso di pari merito in zona retrocessione per decidere la squadra retrocedenda.
- Le prime sette classificate più Tagliolese e Cavarzere sono ammesse al nuovo campionato di Promozione.

### Girone D

#### Squadre partecipanti
| Squadra            | Città (provincia)            | Stagione precedente |
| ------------------ | ---------------------------- | ------------------- |
| Annonese F.C.      | Annone Veneto (VE)           |                     |
| U.S. Callalta      | San Biagio di Callalta (TV)  |                     |
| A.C. Caorle        | Caorle (VE)                  |                     |
| C.S. Coneglianese  | Conegliano (TV)              |                     |
| A.C. Crocetta 1920 | Crocetta del Montello (TV)   |                     |
| U.S. Eraclea       | Eraclea (VE)                 |                     |
| U.S. Feltrese      | Feltre (BL)                  |                     |
| A.C. Jesolo        | Jesolo (VE)                  |                     |
| A.C. Julia         | Concordia Sagittaria (VE)    |                     |
| S.S. Libertas      | Ceggia (VE)                  |                     |
| A.C. La Marenese   | Mareno di Piave (TV)         |                     |
| F.C. Nervesa       | Nervesa della Battaglia (TV) |                     |
| U.S. Opitergina    | Oderzo (TV)                  |                     |
| A.S. Sangiorgese   | San Giorgio di Livenza (VE)  |                     |
| A.C. San Stino     | San Stino di Livenza (VE)    |                     |
| U.S. Silea         | Silea (TV)                   |                     |

#### Classifica finale
|  | Pos. | Squadra         | Pt | G  | V  | N  | P  | GF | GS | DR  |
|  | ---- | --------------- | -- | -- | -- | -- | -- | -- | -- | --- |
|  | 1.   | Julia           | 42 | 30 | 16 | 10 | 4  | 41 | 24 | +17 |
|  | 2.   | Eraclea         | 41 | 30 | 17 | 7  | 6  | 35 | 21 | +14 |
|  | 3.   | Jesolo          | 37 | 30 | 15 | 7  | 8  | 35 | 25 | +10 |
|  | 4.   | Crocetta 1920   | 35 | 30 | 9  | 17 | 4  | 24 | 17 | +7  |
|  | 5.   | Coneglianese    | 33 | 30 | 13 | 7  | 10 | 32 | 24 | +8  |
|  | 6.   | Libertas Ceggia | 33 | 30 | 11 | 11 | 8  | 39 | 31 | +8  |
|  | 7.   | Caorle          | 32 | 30 | 12 | 8  | 10 | 28 | 25 | +3  |
|  | 8.   | Annonese        | 30 | 30 | 11 | 8  | 11 | 28 | 26 | +2  |
|  | 9.   | Callalta        | 29 | 30 | 8  | 13 | 9  | 20 | 21 | -1  |
|  | 10.  | Feltrese        | 27 | 30 | 10 | 7  | 13 | 26 | 27 | -1  |
|  | 11.  | Silea           | 27 | 30 | 10 | 7  | 13 | 26 | 31 | -5  |
|  | 12.  | Sangiorgese     | 27 | 30 | 8  | 11 | 11 | 26 | 37 | -11 |
|  | 13.  | La Marenese     | 25 | 30 | 6  | 13 | 11 | 18 | 25 | -7  |
|  | 14.  | Nervesa         | 22 | 30 | 7  | 8  | 15 | 26 | 36 | -10 |
|  | 15.  | Opitergina      | 22 | 30 | 7  | 8  | 15 | 17 | 31 | -14 |
|  | 16.  | San Stino       | 18 | 30 | 5  | 8  | 17 | 15 | 35 | -20 |

Legenda:
      Ammesso agli spareggi promozione.
  Retrocesso e in seguito riammesso.
      Retrocesso in Seconda Categoria 1970-1971.
Regolamento:
Due punti a vittoria, uno a pareggio, zero a sconfitta.
Pari merito in caso di pari punti.
Differenza reti in caso di pari merito in zona retrocessione per decidere la squadra retrocedenda.
- Le prime sette classificate più Feltrese e Silea sono ammesse al nuovo campionato di Promozione.

### Spareggi promozione
|                | Risultati |                | Città e data           |
| -------------- | --------- | -------------- | ---------------------- |
| Julia          | 1 - 1     | Adriese        | Mestre, ?? ?? 1970     |
| Audace SME     | 1 - 1     | Bassano Virtus | ???, ?? ?? 1970        |
| Bassano Virtus | 1 - 0     | Julia          | Mestre, ?? ?? 1970     |
| Adriese        | 0 - 1     | Audace SME     | ???, ?? ?? 1970        |
| Bassano Virtus | 1 - 1     | Adriese        | ???, ?? ?? 1970        |
| Audace SME     | 3 - 1     | Julia          | Conegliano, ?? ?? 1970 |
|                |           |                |                        |

#### Classifica finale
|  | Pos. | Squadra        | Pt | G | V | N | P | GF | GS | DR |
|  | ---- | -------------- | -- | - | - | - | - | -- | -- | -- |
|  | 1.   | Audace SME     | 5  | 3 | 2 | 1 | 0 | 5  | 2  | +3 |
|  | 2.   | Bassano Virtus | 4  | 3 | 1 | 2 | 0 | 3  | 2  | +1 |
|  | 3.   | Adriese        | 2  | 3 | 0 | 2 | 1 | 2  | 3  | -1 |
|  | 3.   | Julia          | 1  | 3 | 0 | 1 | 2 | 2  | 5  | -3 |

Legenda:
      Promosso in Serie D 1970-1971.
Regolamento:
Due punti a vittoria, uno a pareggio, zero a sconfitta.

## Trentino-Alto Adige

### Girone A

#### Squadre partecipanti
| Squadra              | Città (provincia)        | Stagione precedente U.S. Alense, Ala |
| -------------------- | ------------------------ | ------------------------------------ |
| U.S. Aquila          | Trento                   |                                      |
| S.S. Benacense       | Riva del Garda (TN)      |                                      |
| G.S. Bersone         | Bersone (TN)             |                                      |
| U.S. Borgo           | Borgo Valsugana (TN)     |                                      |
| U.S. Calliano        | Calliano (TN)            |                                      |
| U.S. Lizzana         | Lizzana di Rovereto (TN) |                                      |
| U.S. Mori            | Mori (TN)                |                                      |
| U.S. Rinascita       | Levico Terme (TN)        |                                      |
| S.S. Settaurense     | Storo (TN)               |                                      |
| U.S. Stadium Pergine | Pergine Valsugana (TN)   |                                      |
| U.S. Tione           | Tione di Trento (TN)     |                                      |

#### Classifica finale
|  | Pos. | Squadra         | Pt | G  | V  | N  | P  | GF | GS | DR  |
|  | ---- | --------------- | -- | -- | -- | -- | -- | -- | -- | --- |
|  | 1.   | Benacense 1905  | 39 | 22 | 17 | 5  | 0  | 67 | 13 | +54 |
|  | 2.   | Alense          | 38 | 22 | 17 | 4  | 1  | 52 | 6  | +46 |
|  | 3.   | Tione           | 30 | 22 | 11 | 8  | 3  | 34 | 15 | +19 |
|  | 3.   | Mori            | 30 | 22 | 12 | 6  | 4  | 38 | 18 | +20 |
|  | 5.   | Settaurense     | 22 | 22 | 7  | 8  | 7  | 27 | 25 | +2  |
|  | 5.   | Calliano        | 22 | 22 | 8  | 6  | 8  | 24 | 30 | -6  |
|  | 5.   | Rinascita       | 22 | 22 | 8  | 6  | 8  | 23 | 22 | +1  |
|  | 8.   | Borgo           | 19 | 22 | 5  | 9  | 8  | 20 | 30 | -10 |
|  | 9.   | Aquila Trento   | 13 | 22 | 1  | 11 | 10 | 12 | 44 | -32 |
|  | 10.  | Bersone         | 12 | 22 | 3  | 6  | 13 | 15 | 39 | -24 |
|  | 11.  | Lizzana         | 10 | 22 | 4  | 2  | 16 | 12 | 47 | -35 |
|  | 12.  | Stadium Pergine | 7  | 22 | 1  | 5  | 16 | 9  | 44 | -35 |

Legenda:
      Ammesso agli spareggi promozione.
      Retrocesso in Seconda Categoria.
Regolamento:
Due punti a vittoria, uno a pareggio, zero a sconfitta.
Pari merito in caso di pari punti.

### Girone B

#### Squadre partecipanti
| Squadra               | Città (provincia)          | Stagione precedente |
| --------------------- | -------------------------- | ------------------- |
| U.S. Anaune           | Cles (TN)                  |                     |
| F.C. Bressanone       | Bressanone (BZ)            |                     |
| S.S.V. Bressanone     | Bressanone (BZ)            |                     |
| U.S. Dolomitica       | Predazzo (TN)              |                     |
| U.S. Gardolo          | Gardolo (TN)               |                     |
| U.S. Garibaldina      | San Michele all'Adige (TN) |                     |
| Inter Club            | ?                          |                     |
| U.S. Lana             | Lana (BZ)                  |                     |
| G.S. Lancia           | Bolzano                    |                     |
| U.S. Oltrisarco       | Bolzano                    |                     |
| U.S. Rotaliana        | Mezzolombardo (TN)         |                     |
| A.S. Virtus Don Bosco | Bolzano                    |                     |

#### Classifica finale
|  | Pos. | Squadra             | Pt | G  | V  | N | P  | GF | GS | DR  |
|  | ---- | ------------------- | -- | -- | -- | - | -- | -- | -- | --- |
|  | 1.   | Oltrisarco          | 35 | 22 | 15 | 5 | 2  | 38 | 5  | +33 |
|  | 2.   | Anaune              | 31 | 22 | 12 | 7 | 3  | 50 | 22 | +28 |
|  | 3.   | Rotaliana           | 28 | 22 | 10 | 8 | 4  | 28 | 13 | +15 |
|  | 4.   | Lana                | 26 | 22 | 9  | 7 | 6  | 32 | 23 | +9  |
|  | 5.   | Lancia              | 25 | 22 | 11 | 3 | 8  | 26 | 19 | +7  |
|  | 6.   | Dolomitica Predazzo | 23 | 22 | 8  | 7 | 7  | 29 | 26 | +3  |
|  | 7.   | Bressanone          | 20 | 22 | 7  | 6 | 9  | 25 | 29 | -4  |
|  | 7.   | Gardolo             | 20 | 22 | 6  | 8 | 8  | 25 | 24 | +1  |
|  | 9.   | Virtus Don Bosco    | 19 | 22 | 6  | 7 | 9  | 14 | 19 | -5  |
|  | 10.  | Inter Club          | 14 | 22 | 4  | 6 | 12 | 16 | 34 | -18 |
|  | 11.  | Garibaldina (-9)    | 10 | 22 | 7  | 5 | 10 | 24 | 37 | -13 |
|  | 12.  | SSV Bressanone      | 4  | 22 | 1  | 2 | 19 | 9  | 65 | -56 |

Legenda:
      Ammesso agli spareggi promozione.
      Retrocesso in Seconda Categoria.
Regolamento:
Due punti a vittoria, uno a pareggio, zero a sconfitta.
Pari merito in caso di pari punti.
Note:
Garibaldina penalizzata di 9 punti in classifica.

### Spareggi per l'ammissione alla Serie D
- Oltrisarco è promosso in Serie D 1970-1971.

## Emilia-Romagna

### Girone A

#### Squadre partecipanti
| Squadra                     | Città (provincia)             | Stagione precedente |
| --------------------------- | ----------------------------- | ------------------- |
| A.P. E.M. Caveja            | Predappio (FO)                |                     |
| U.S. Altedo                 | Altedo (BO)                   |                     |
| U.S. Amatori Mezzano        | Mezzano di Ravenna            |                     |
| Pol. Argentana              | Argenta (FE)                  |                     |
| F.C. Biemme Granarolo       | Granarolo dell'Emilia (BO)    |                     |
| S.C. Castel San Pietro      | Castel San Pietro Terme (BO)  |                     |
| F.C. Cattolica              | Cattolica (FO)                |                     |
| Pol. Edera Forlì            | Forlì                         |                     |
| U.S. Misano                 | Misano Adriatico (FO)         |                     |
| Pol. Morciano Calcio        | Morciano di Romagna (FO)      |                     |
| A.C. Panigal                | Bologna-Borgo Panigale        |                     |
| S.S. Sampierana             | San Piero in Bagno (FO)       |                     |
| A.C. San Lazzaro            | San Lazzaro di Savena (BO)    |                     |
| A.C. Santagatese            | Sant'Agata sul Santerno (RA)  |                     |
| A.S. Santarcangiolese       | Santarcangelo di Romagna (FO) |                     |
| S.S. Serenissima San Marino | San Marino (RSM)              |                     |

#### Classifica finale
|  | Pos. | Squadra           | Pt | G  | V  | N  | P  | GF | GS | DR  |
|  | ---- | ----------------- | -- | -- | -- | -- | -- | -- | -- | --- |
|  | 1.   | Serenissima       | 41 | 30 | 14 | 13 | 3  | 34 | 17 | +17 |
|  | 2.   | Cattolica         | 40 | 30 | 15 | 10 | 5  | 40 | 17 | +23 |
|  | 3.   | Santarcangiolese  | 38 | 30 | 15 | 8  | 7  | 40 | 28 | +12 |
|  | 4.   | Panigale          | 37 | 30 | 14 | 9  | 7  | 36 | 20 | +16 |
|  | 5.   | A.P. E.M. Caveja  | 35 | 30 | 12 | 11 | 7  | 22 | 22 | 0   |
|  | 6.   | Castel San Pietro | 32 | 30 | 11 | 10 | 9  | 45 | 32 | +13 |
|  | 7.   | Altedo            | 32 | 30 | 10 | 12 | 8  | 24 | 26 | -2  |
|  | 8.   | Santagatese       | 31 | 30 | 9  | 13 | 8  | 31 | 33 | -2  |
|  | 9.   | San Lazzaro       | 30 | 30 | 10 | 10 | 10 | 28 | 28 | 0   |
|  | 10.  | Biemme Granarolo  | 29 | 30 | 9  | 11 | 10 | 27 | 26 | +1  |
|  | 11.  | Sampierana        | 27 | 30 | 6  | 15 | 9  | 17 | 27 | -10 |
|  | 12.  | Argentana         | 26 | 30 | 9  | 8  | 13 | 24 | 22 | +2  |
|  | 13.  | Misano            | 25 | 30 | 6  | 13 | 11 | 19 | 28 | -9  |
|  | 14.  | Morciano Calcio   | 22 | 30 | 6  | 10 | 14 | 24 | 42 | -18 |
|  | 15.  | Edera Forlì       | 20 | 30 | 6  | 8  | 16 | 23 | 32 | -9  |
|  | 16.  | Amatori Mezzano   | 15 | 30 | 3  | 9  | 18 | 12 | 46 | -34 |

Legenda:
      Promosso in Serie D 1970-1971.
      Retrocesso in Seconda Categoria.
Regolamento:
Due punti a vittoria, uno a pareggio, zero a sconfitta.
Pari merito in caso di pari punti.

### Girone B

#### Squadre partecipanti
| Squadra              | Città (provincia)          | Stagione precedente |
| -------------------- | -------------------------- | ------------------- |
| U.S. Bazzanese       | Bazzano (BO)               |                     |
| G.S. Busseto         | Busseto (PR)               |                     |
| S.S. Casalecchio     | Casalecchio di Reno (BO)   |                     |
| Pol. Crevalcorese    | Crevalcore (BO)            |                     |
| U.S. Fabbrico        | Fabbrico (RE)              |                     |
| A.S. Guastalla       | Guastalla (RE)             |                     |
| A.S. Langhiranese    | Langhirano (PR)            |                     |
| U.S. Mirandolese     | Mirandola (MO)             |                     |
| U.S. Montecchio      | Montecchio Emilia (RE)     |                     |
| A.C. Olympic Vignola | Vignola (MO)               |                     |
| U.P. Pro Patria      | San Felice sul Panaro (MO) |                     |
| U.S. Reggiolo        | Reggiolo (RE)              |                     |
| S.S. Sustinente      | Sustinente (MN)            |                     |
| S.C. Suzzarese       | Suzzara (MN)               |                     |
| A.S. Valtarese       | Borgo Val di Taro (PR)     |                     |
| G.S. Vibor Luzzarese | Luzzara (RE)               |                     |

#### Classifica finale
|  | Pos. | Squadra         | Pt | G  | V  | N  | P  | GF | GS | DR  |
|  | ---- | --------------- | -- | -- | -- | -- | -- | -- | -- | --- |
|  | 1.   | Guastalla       | 46 | 30 | 18 | 10 | 2  | 53 | 13 | +40 |
|  | 2.   | Langhiranese    | 41 | 30 | 15 | 11 | 4  | 42 | 19 | +23 |
|  | 3.   | Mirandolese     | 40 | 30 | 16 | 8  | 6  | 37 | 22 | +15 |
|  | 4.   | Casalecchio     | 38 | 30 | 12 | 14 | 4  | 30 | 16 | +14 |
|  | 5.   | Olympic Vignola | 34 | 30 | 12 | 11 | 7  | 39 | 23 | +16 |
|  | 5.   | Suzzarese       | 34 | 30 | 9  | 16 | 5  | 29 | 21 | +8  |
|  | 7.   | Crevalcorese    | 32 | 30 | 10 | 12 | 8  | 26 | 26 | 0   |
|  | 8.   | Pro Patria      | 31 | 30 | 8  | 15 | 7  | 26 | 26 | 0   |
|  | 9.   | Vibor Luzzarese | 27 | 30 | 7  | 13 | 10 | 22 | 29 | -7  |
|  | 9.   | Valtarese       | 27 | 30 | 8  | 11 | 11 | 29 | 41 | -12 |
|  | 11.  | Busseto         | 25 | 30 | 8  | 9  | 13 | 21 | 27 | -6  |
|  | 11.  | Montecchio      | 25 | 30 | 7  | 11 | 12 | 25 | 36 | -11 |
|  | 13.  | Reggiolo        | 23 | 30 | 4  | 15 | 11 | 19 | 27 | -8  |
|  | 13.  | Bazzanese       | 23 | 30 | 7  | 9  | 14 | 31 | 50 | -19 |
|  | 15.  | Sustinente      | 22 | 30 | 6  | 10 | 14 | 39 | 52 | -13 |
|  | 16.  | Fabbrico        | 12 | 30 | 2  | 8  | 20 | 16 | 56 | -40 |

Legenda:
      Promosso in Serie D 1970-1971.
      Retrocesso in Seconda Categoria.
Regolamento:
Due punti a vittoria, uno a pareggio, zero a sconfitta.
Pari merito in caso di pari punti.

## Abruzzo

### Girone A

#### Squadre partecipanti
| Squadra              | Città (provincia)         | Stagione precedente |
| -------------------- | ------------------------- | ------------------- |
| A.S. Atessa Calcio   | Atessa (CH)               |                     |
| S.P. Atri            | Atri (TE)                 |                     |
| A.S. Casoli          | Casoli (CH)               |                     |
| A.S. Francavilla     | Francavilla al Mare (CH)  |                     |
| Intrepida            | Ortona (CH)               |                     |
| A.S. Martinsicuro    | Martinsicuro (TE)         |                     |
| S.S. Montesilvano    | Montesilvano (PE)         |                     |
| A.S. Mosciano        | Mosciano Sant'Angelo (TE) |                     |
| G.S. Nino Mezzanotte | Pescara                   |                     |
| A.S. Penne           | Penne (PE)                |                     |
| Pescara Portanuova   | Pescara                   |                     |
| S.P. Rosetana        | Roseto degli Abruzzi (TE) |                     |
| U.S. Sanvitese       | San Vito Chietino (CH)    |                     |
| S.P. Silvi Calcio    | Silvi Marina (TE)         |                     |
| U.S. Termoli         | Termoli (CB)              |                     |
| U.S. Ursus Pescara   | Pescara                   |                     |

#### Classifica finale
|  | Pos. | Squadra            | Pt | G  | V | N | P | GF | GS | DR |
|  | ---- | ------------------ | -- | -- | - | - | - | -- | -- | -- |
|  | 1.   | Termoli            | 45 | 30 |   |   |   |    |    |    |
|  | 2.   | Silvi              | 44 | 30 |   |   |   |    |    |    |
|  | 3.   | Atessa             | 39 | 30 |   |   |   |    |    |    |
|  | 4.   | Atri               | 38 | 30 |   |   |   |    |    |    |
|  | 5.   | Intrepida          | 38 | 30 |   |   |   |    |    |    |
|  | 6.   | Rosetana           | 35 | 30 |   |   |   |    |    |    |
|  | 7.   | Montesilvano       | 30 | 30 |   |   |   |    |    |    |
|  | 8.   | Nino Mezzanotte    | 28 | 30 |   |   |   |    |    |    |
|  | 9.   | Penne              | 28 | 30 |   |   |   |    |    |    |
|  | 10.  | Casoli             | 23 | 30 |   |   |   |    |    |    |
|  | 11.  | Mosciano           | 22 | 30 |   |   |   |    |    |    |
|  | 12.  | Martinsicuro       | 20 | 30 |   |   |   |    |    |    |
|  | 13.  | Francavilla        | 19 | 30 |   |   |   |    |    |    |
|  | 14.  | Sanvitese          | 17 | 30 |   |   |   |    |    |    |
|  | 15.  | Ursus Pescara      | 17 | 30 |   |   |   |    |    |    |
|  | 16.  | Pescara Portanuova | 11 | 30 |   |   |   |    |    |    |

Legenda:
      Ammesso allo spareggio promozione.
      Retrocesso in Prima Categoria 1970-1971.
Regolamento:
Due punti a vittoria, uno a pareggio, zero a sconfitta.
Pari merito in caso di pari punti.
Note:
mancano punti all'ultima giornata.
- Le classificate dal 2º al 9º posto sono ammesse al nuovo campionato di Promozione.

### Girone B

#### Squadre partecipanti
| Squadra                 | Città (provincia)          | Stagione precedente |
| ----------------------- | -------------------------- | ------------------- |
| Aquilorione             | Avezzano (AQ)              |                     |
| G.S. Bussi              | Bussi sul Tirino (PE)      |                     |
| Pol. C.E.P.             | Castel di Sangro (AQ)      |                     |
| A.S. Castelvecchio      | Castelvecchio Subequo (AQ) |                     |
| Pol. Cepagatti          | Cepagatti (PE)             |                     |
| U.S. Chieti Scalo       | Chieti                     |                     |
| A.S. Cliternum          | Celano (AQ)                |                     |
| Pol. Forza e Coraggio   | Avezzano (AQ)              |                     |
| U.S. Gloria             | Chieti                     |                     |
| S.C. Montorio           | Montorio al Vomano (TE)    |                     |
| Pol. Oratoriana         | L'Aquila                   |                     |
| G.S. Pizzoli            | Pizzoli (AQ)               |                     |
| A.S. Popoli             | Popoli (PE)                |                     |
| Pol. Sagittario Pratola | Pratola Peligna (AQ)       |                     |
| S.S. Sulmona            | Sulmona (AQ)               |                     |
| S.S. Tagliacozzo        | Tagliacozzo (AQ)           |                     |

#### Classifica finale
|  | Pos. | Squadra                   | Pt | G  | V  | N  | P  | GF | GS | DR  |
|  | ---- | ------------------------- | -- | -- | -- | -- | -- | -- | -- | --- |
|  | 1.   | Forza e Coraggio Avezzano | 51 | 30 | 23 | 5  | 2  | 51 | 13 | +38 |
|  | 2.   | Cliternum                 | 42 | 30 | 14 | 14 | 2  | 39 | 17 | +22 |
|  | 3.   | Sulmona                   | 38 | 30 | 14 | 10 | 6  | 50 | 21 | +29 |
|  | 4.   | Sagittario Pratola        | 37 | 30 | 13 | 11 | 6  | 45 | 23 | +22 |
|  | 5.   | Montorio                  | 36 | 30 | 12 | 12 | 6  | 38 | 26 | +12 |
|  | 6.   | Popoli                    | 33 | 30 | 12 | 9  | 9  | 29 | 24 | +5  |
|  | 7.   | Tagliacozzo               | 32 | 30 | 13 | 6  | 11 | 48 | 45 | +3  |
|  | 8.   | Cepagatti                 | 31 | 30 | 12 | 7  | 11 | 32 | 26 | +6  |
|  | 9.   | Aquilorione               | 30 | 30 | 12 | 6  | 12 | 32 | 30 | +2  |
|  | 10.  | Oratoriana                | 25 | 30 | 9  | 7  | 14 | 35 | 39 | -4  |
|  | 11.  | C.E.P.                    | 24 | 30 | 8  | 8  | 14 | 21 | 37 | -16 |
|  | 11.  | Chieti Scalo              | 24 | 30 | 7  | 10 | 13 | 25 | 33 | -8  |
|  | 13.  | Pizzoli                   | 23 | 30 | 6  | 11 | 13 | 23 | 35 | -12 |
|  | 14.  | Bussi                     | 19 | 30 | 5  | 9  | 16 | 15 | 42 | -27 |
|  | 15.  | Castelvecchio             | 18 | 30 | 7  | 4  | 19 | 23 | 61 | -38 |
|  | 16.  | Gloria                    | 17 | 30 | 6  | 5  | 19 | 14 | 48 | -34 |

Legenda:
      Ammesso allo spareggio promozione.
      Retrocesso in Prima Categoria 1970-1971.
Regolamento:
Due punti a vittoria, uno a pareggio, zero a sconfitta.
Pari merito in caso di pari punti.
- Le classificate dal 2º al 9º posto sono ammesse al nuovo campionato di Promozione.

### Spareggi per l'ammissione alla Serie D
|         | Risultato |                           | Luogo e data     |
| ------- | --------- | ------------------------- | ---------------- |
| Termoli | 0 - 0     | Forza e Coraggio Avezzano | ????, ?? ?? 1970 |
|         |           |                           |                  |

#### Ripetizione
|         | Risultato |                           | Luogo e data     |
| ------- | --------- | ------------------------- | ---------------- |
| Termoli | 3 - 0     | Forza e Coraggio Avezzano | ????, ?? ?? 1970 |
|         |           |                           |                  |

- Termoli promosso in Serie D 1970-1971.
- Forza e Coraggio Avezzano successivamente ammesso in Serie D 1970-1971.

## Puglia

### Girone A

#### Squadre partecipanti
| Squadra                 | Città (provincia)          | Stagione precedente |
| ----------------------- | -------------------------- | ------------------- |
| A.S.C. Acquaviva        | Acquaviva delle Fonti (BA) |                     |
| F.C. Edilsport Altamura | Altamura (BA)              |                     |
| A.S. Bisceglie          | Bisceglie (BA)             |                     |
| S.S. Canosa             | Canosa di Puglia (BA)      |                     |
| U.S. Corato             | Corato (BA)                |                     |
| U.S. Fasano             | Fasano (BR)                |                     |
| A.C. Monopoli           | Monopoli (BA)              |                     |
| U.S. Modugnese          | Modugno (BA)               |                     |
| U.S. Modugno            | Modugno (BA)               |                     |
| Pol. Noci               | Noci (BA)                  |                     |
| U.S. Noicattaro         | Noicattaro (BA)            |                     |
| Pol. Ortanova           | Orta Nova (FG)             |                     |
| A.S. Putignano          | Putignano (BA)             |                     |
| S.S. Pro Gioia          | Gioia del Colle (BA)       |                     |
| A.S. Ruvo               | Ruvo di Puglia (BA)        |                     |
| U.S. San Severo         | San Severo (FG)            |                     |

#### Classifica finale
|  | Pos. | Squadra     | Pt | G  | V  | N  | P  | GF | GS | DR  |
|  | ---- | ----------- | -- | -- | -- | -- | -- | -- | -- | --- |
|  | 1.   | Monopoli    | 46 | 30 | 20 | 6  | 4  | 60 | 17 | +43 |
|  | 2.   | Putignano   | 46 | 30 | 18 | 10 | 2  | 50 | 8  | +42 |
|  | 3.   | Modugnese   | 34 | 30 | 13 | 8  | 9  | 33 | 38 | -5  |
|  | 4.   | Noci        | 33 | 30 | 13 | 7  | 10 | 28 | 26 | +2  |
|  | 5.   | Bisceglie   | 32 | 30 | 12 | 8  | 10 | 42 | 31 | +11 |
|  | 6.   | Fasano      | 31 | 30 | 9  | 13 | 8  | 29 | 22 | +7  |
|  | 7.   | Ruvo        | 31 | 30 | 11 | 9  | 10 | 30 | 28 | +2  |
|  | 8.   | Noicattaro  | 31 | 30 | 12 | 7  | 11 | 34 | 31 | +3  |
|  | 9.   | Modugno     | 30 | 30 | 10 | 10 | 10 | 38 | 30 | +8  |
|  | 10.  | San Severo  | 29 | 30 | 9  | 11 | 10 | 41 | 35 | +6  |
|  | 11.  | Corato (-3) | 29 | 30 | 12 | 8  | 10 | 39 | 28 | +11 |
|  | 12.  | Canosa      | 29 | 30 | 11 | 7  | 12 | 34 | 42 | -8  |
|  | 13.  | Ortanova    | 28 | 30 | 10 | 8  | 12 | 43 | 43 | 0   |
|  | 14.  | Acquaviva   | 24 | 30 | 7  | 10 | 13 | 25 | 37 | -12 |
|  | 15.  | Pro Gioia   | 18 | 30 | 6  | 6  | 18 | 22 | 56 | -34 |
|  | 16.  | Altamura    | 6  | 30 | 2  | 2  | 26 | 16 | 92 | -76 |

Legenda:
      Promosso in Serie D 1970-1971.
      Retrocesso nella nuova Prima Categoria 1970-1971.
Regolamento:
Due punti a vittoria, uno a pareggio, zero a sconfitta.
Note:
Il Monopoli è stato promosso in Serie D dopo aver vinto lo spareggio contro l'ex aequo Putignano.
L'Acquaviva è poi stato riammesso nella nuova Promozione.
Il Corato è stato penalizzato con la sottrazione di 3 punti in classifica.

#### Spareggio promozione
|          | Risultati   |           | Luogo e data               |
| -------- | ----------- | --------- | -------------------------- |
| Monopoli | 0 - 0 (dts) | Putignano | Giovinazzo, 31 maggio 1970 |
|          |             |           |                            |

- Infine il Monopoli è promosso in Serie D 1970-1971 per sorteggio.

### Girone B

#### Aggiornamenti
L'A.S. Leverano è stato riammesso in sostituzione dell'A.S. Guagnano, retrocesso in Seconda Categoria 1969-1970 per motivi non riscontrati.

#### Squadre partecipanti
| Squadra                      | Città (provincia)            | Stagione precedente |
| ---------------------------- | ---------------------------- | ------------------- |
| Pol. Castellaneta            | Castellaneta (TA)            |                     |
| A.C. Copertino               | Copertino (LE)               |                     |
| A.S. Francavilla             | Francavilla Fontana (BR)     |                     |
| U.S. Gallipoli               | Gallipoli (LE)               |                     |
| U.S. Pro Italia Galatina     | Galatina (LE)                |                     |
| Pol. Ars et Labor Grottaglie | Grottaglie (TA)              |                     |
| U.S. Laterza                 | Laterza (TA)                 |                     |
| A.S. Leverano                | Leverano (LE)                |                     |
| A.C. Manduria                | Manduria (TA)                |                     |
| A.C. Massafra                | Massafra (TA)                |                     |
| A.S. Ostuni                  | Ostuni (BR)                  |                     |
| A.C. Parola Carmiano         | Carmiano (LE)                |                     |
| A.S. Sandonaci               | San Donaci (BR)              |                     |
| U.S. San Pancrazio           | San Pancrazio Salentino (BR) |                     |
| Pol. San Pietro              | San Pietro Vernotico (BR)    |                     |
| U.S. Squinzano               | Squinzano (LE)               |                     |

#### Classifica finale
|  | Pos. | Squadra                  | Pt | G  | V  | N  | P  | GF | GS | DR  |
|  | ---- | ------------------------ | -- | -- | -- | -- | -- | -- | -- | --- |
|  | 1.   | Manduria                 | 46 | 30 | 19 | 8  | 3  | 69 | 22 | +47 |
|  | 3.   | Castellaneta             | 39 | 30 | 14 | 11 | 5  | 35 | 19 | +16 |
|  | 2.   | Grottaglie               | 38 | 30 | 15 | 8  | 7  | 43 | 19 | +24 |
|  | 4.   | Parola Carmiano          | 35 | 29 | 14 | 7  | 9  | 36 | 29 | +7  |
|  | 8.   | Massafra                 | 33 | 30 | 10 | 13 | 7  | 35 | 21 | +14 |
|  | 5.   | San Pietro Vernotico     | 33 | 30 | 13 | 7  | 10 | 32 | 24 | +8  |
|  | 6.   | Gallipoli                | 32 | 30 | 11 | 10 | 9  | 32 | 26 | +6  |
|  | 7.   | Laterza                  | 30 | 30 | 11 | 8  | 11 | 33 | 28 | +5  |
|  | 9.   | Copertino                | 29 | 30 | 11 | 7  | 12 | 28 | 23 | +5  |
|  | 10.  | Ostuni                   | 29 | 30 | 9  | 11 | 10 | 22 | 31 | -9  |
|  | 11.  | Squinzano                | 29 | 30 | 10 | 9  | 11 | 30 | 25 | +5  |
|  | 12.  | Francavilla              | 29 | 30 | 10 | 9  | 11 | 23 | 27 | -4  |
|  | 13.  | Leverano                 | 27 | 30 | 9  | 9  | 12 | 24 | 36 | -12 |
|  | 14.  | Sandonaci                | 22 | 30 | 7  | 8  | 15 | 27 | 44 | -17 |
|  | 15.  | San Pancrazio            | 21 | 30 | 5  | 11 | 14 | 21 | 44 | -23 |
|  | 16.  | Pro Italia Galatina (-3) | 5  | 30 | 2  | 4  | 24 | 12 | 84 | -72 |

Legenda:
      Promosso in Serie D 1970-1971.
      Retrocesso nella nuova Prima Categoria 1970-1971.
Regolamento:
Due punti a vittoria, uno a pareggio, zero a sconfitta.
Note:
Il Galatina è stato penalizzato con la sottrazione di 3 punti in classifica.
Castellaneta, Copertino, Ostuni e Galatina una partita in meno.
Massafra due partite in meno.

## Sicilia

### Girone A

#### Squadre partecipanti
| Squadra                  | Città (provincia)              | Stagione precedente |
| ------------------------ | ------------------------------ | ------------------- |
| Pol. A.M.A.T.            | Palermo                        |                     |
| A.S. Alcamo              | Alcamo (TP)                    |                     |
| Anspi Fulmine            | Marsala (TP)                   |                     |
| A.C. Bacigalupo          | Palermo                        |                     |
| U.S. Castellammare       | Castellammare del Golfo (TP)   |                     |
| Pol. Entello             | Erice (TP)                     |                     |
| Pol. Folgore             | Sant'Agata di Militello (ME)   |                     |
| C.S. Lipari              | Lipari (ME)                    |                     |
| U.S. Mazara              | Mazara del Vallo (TP)          |                     |
| S.S. Milazzo             | Milazzo (ME)                   |                     |
| A.S. Nuova Igea          | Barcellona Pozzo di Gotto (ME) |                     |
| Pol. Partinicaudace      | Partinico (PA)                 |                     |
| A.S. Real Termini        | Termini Imerese (PA)           |                     |
| A.S. Ribera              | Ribera (AG)                    |                     |
| A.S. Termitana           | Termini Imerese (PA)           |                     |
| Pol. Villafranca Tirrena | Villafranca Tirrena (ME)       |                     |

#### Classifica finale
|  | Pos. | Squadra             | Pt | G  | V  | N  | P  | GF | GS | DR  |
|  | ---- | ------------------- | -- | -- | -- | -- | -- | -- | -- | --- |
|  | 1.   | AMAT Palermo        | 46 | 30 | 19 | 8  | 3  | 46 | 16 | +30 |
|  | 2.   | Nuova Igea          | 43 | 30 | 17 | 9  | 4  | 32 | 13 | +19 |
|  | 3.   | Mazara (-6)         | 41 | 30 | 20 | 7  | 3  | 52 | 13 | +39 |
|  | 4.   | Partinicaudace      | 38 | 30 | 14 | 10 | 6  | 49 | 26 | +23 |
|  | 5.   | Villafranca Tirrena | 35 | 30 | 12 | 11 | 7  | 39 | 25 | +14 |
|  | 6.   | Milazzo             | 34 | 30 | 14 | 6  | 10 | 54 | 41 | +13 |
|  | 7.   | Entello             | 33 | 30 | 14 | 5  | 11 | 33 | 29 | +4  |
|  | 8.   | Ribera              | 31 | 30 | 11 | 9  | 10 | 43 | 25 | +18 |
|  | 9.   | Castellammare       | 30 | 30 | 11 | 8  | 11 | 49 | 41 | +8  |
|  | 9.   | Bacigalupo          | 30 | 30 | 10 | 10 | 10 | 27 | 23 | +4  |
|  | 11.  | Alcamo              | 25 | 30 | 9  | 7  | 14 | 46 | 52 | -6  |
|  | 11.  | Lipari              | 25 | 30 | 9  | 7  | 14 | 28 | 37 | -9  |
|  | 13.  | Real Termini        | 24 | 30 | 6  | 12 | 12 | 21 | 43 | -22 |
|  | 14.  | Termitana           | 15 | 30 | 4  | 7  | 19 | 19 | 57 | -38 |
|  | 14.  | Anspi Fulmine       | 15 | 30 | 6  | 3  | 21 | 20 | 64 | -44 |
|  | 16.  | Folgore             | 9  | 30 | 3  | 3  | 24 | 18 | 73 | -55 |

Legenda:
      Promosso in Serie D 1970-1971.
      Retrocesso nella nuova Prima Categoria 1970-1971.
Regolamento:
Due punti a vittoria, uno a pareggio, zero a sconfitta.
Note:
Mazara penalizzato di 6 punti in classifica.
- Dal 2° al 13° classificate sono ammesse al nuovo campionato di Promozione.

### Girone B

#### Squadre partecipanti
| Squadra             | Città (provincia)      | Stagione precedente |
| ------------------- | ---------------------- | ------------------- |
| A.S. Aurora         | Calatabiano (CT)       |                     |
| U.S. Avola          | Avola (SR)             |                     |
| Pol. Carlentini     | Carlentini (SR)        |                     |
| U.S. Empedoclina    | Porto Empedocle (AG)   |                     |
| S.S. Giarre         | Giarre (CT)            |                     |
| Pol. Licata         | Licata (AG)            |                     |
| Pol. Megara Augusta | Augusta (SR)           |                     |
| A.P. Melilli        | Melilli (SR)           |                     |
| Olimpic Acireale    | Acireale (CT)          |                     |
| A.C. Palazzolo      | Palazzolo Acreide (SR) |                     |
| S.S. Pollo d'Oro    | Catania                |                     |
| U.S. Rosolini       | Rosolini (SR)          |                     |
| Sais Ennese         | Enna                   |                     |
| A.S. Tauromenium    | Taormina (ME)          |                     |
| U.S. Terranova Gela | Gela (CL)              |                     |
| C.C. Vittoria       | Vittoria (RG)          |                     |

#### Classifica finale
|  | Pos. | Squadra          | Pt | G  | V  | N  | P  | GF | GS | DR  |
|  | ---- | ---------------- | -- | -- | -- | -- | -- | -- | -- | --- |
|  | 1.   | Avola            | 49 | 30 | 20 | 9  | 1  | 53 | 13 | +40 |
|  | 2.   | Megara Augusta   | 42 | 30 | 17 | 8  | 5  | 39 | 14 | +25 |
|  | 3.   | Empedoclina      | 37 | 30 | 14 | 9  | 7  | 31 | 15 | +16 |
|  | 4.   | Vittoria         | 34 | 30 | 12 | 10 | 8  | 29 | 18 | +11 |
|  | 5.   | Giarre           | 33 | 30 | 11 | 11 | 8  | 43 | 31 | +12 |
|  | 6.   | Terranova Gela   | 32 | 30 | 10 | 12 | 8  | 30 | 26 | +4  |
|  | 7.   | Licata (-1)      | 31 | 30 | 12 | 8  | 10 | 30 | 24 | +6  |
|  | 8.   | Olimpic Acireale | 30 | 30 | 11 | 8  | 11 | 25 | 31 | -6  |
|  | 9.   | Palazzolo        | 29 | 30 | 8  | 13 | 9  | 23 | 19 | +4  |
|  | 9.   | Melilli          | 29 | 30 | 9  | 11 | 10 | 23 | 23 | 0   |
|  | 9.   | Carlentini       | 29 | 30 | 9  | 11 | 10 | 29 | 36 | -7  |
|  | 12.  | Rosolini         | 28 | 30 | 9  | 10 | 11 | 20 | 23 | -3  |
|  | 13.  | Sais Ennese      | 25 | 30 | 8  | 9  | 13 | 18 | 27 | -9  |
|  | 14.  | Tauromenium      | 23 | 30 | 9  | 5  | 16 | 23 | 53 | -30 |
|  | 15.  | Aurora (-2)      | 15 | 30 | 5  | 7  | 18 | 14 | 45 | -31 |
|  | 16.  | Pollo d'Oro      | 11 | 30 | 1  | 9  | 20 | 20 | 52 | -32 |

Legenda:
      Promosso in Serie D 1970-1971.
      Retrocesso nella nuova Prima Categoria 1970-1971.
Regolamento:
Due punti a vittoria, uno a pareggio, zero a sconfitta.
Note:
Licata ha scontato 1 punto di penalizzazione in classifica per una rinuncia.
Aurora ha scontato 2 punti di penalizzazione in classifica per due rinunce.
- Dal 2° al 14° classificate sono ammesse al nuovo campionato di Promozione.

### Libri
- Carlo Fontanelli, Union CSV e Circolo Sostenitori Calcio Conegliano, 100 anni di calcio a Conegliano - 1907/2008, Empoli (FI), Geo Edizioni S.r.l., marzo 2009.
- Cristian Canazza, Carlo Fontanelli e Franco Lerin, I lupi biancorossi - La storia del calcio a San Giovanni Lupatoto, Empoli (FI), Geo Edizioni S.r.l..
- Antenisco Gianotti, Sergio Braghini e Lucio Gerlin, Almanacco del calcio regionale Trentino Alto Adige, Bolzano, Edizioni G & G, stampa Tipografia Presel.
- Enzo Dicembre, Rocco La cava, Vincenzo Marzano, Vincenzo Orlando e Franco Vottari, Bovalino - Cent'anni di passione, Città del Sole.
- Domenico Antonio Puglielli, 1919-1984 65 anni di Sport Pratolano - Antologia di articoli sportivi vol. II, Edizioni Arsgrafica Vivarelli.
- Antonio Mincione e Carlo Fontanelli, Veneto in campo - Dal 1920 i campionati calcistici regionali, Empoli (FI), Geo Edizioni S.r.l., 2017.
- Antonio Venturin, Julia, una squadra nata per vincere, Edizioni Informa, 1999.
- Giulio Schillaci, Almanacco storico del calcio siciliano.
- Annuario F.I.G.C. 1969-1970 - Roma, Via Gregorio Allegri 14 (1970), conservato presso le principali Biblioteche Nazionali Italiane: Biblioteca Nazionale Centrale di Firenze e Biblioteca Nazionale Centrale di Roma più la Biblioteca Statale di Cremona (in Via Ugolani Dati).

### Giornali
- Archivio della Gazzetta dello Sport, anni 1969 e 1970, consultabile presso le Biblioteche:
  - Biblioteca Nazionale Braidense di Milano;
  - Biblioteca Nazionale Centrale di Firenze;
  - Biblioteca Nazionale Centrale di Roma;
  - Biblioteca Civica Berio di Genova;
  - e presso Emeroteca del C.O.N.I. di Roma (non è online ma è da consultare in sede).